# Sapolai Yao
Sapolai Yao (né le 15 septembre 1982 à Kundiawa) est un athlète papou-néo-guinéen, spécialiste du demi-fond, du fond et du steeple.
Son record sur 3 000 m steeple est de 9 min 28 s 00 obtenu en 2007. En raison de sa taille (1,52 m), il s'est aidé d'un pot de fleur installé sous la barrière de la rivière du steeple lors des Jeux du Commonwealth de 2010 pour la franchir et a été disqualifié.